# Новострепетный
Новострепетный — посёлок в Константиновском районе Ростовской области России.
Входит в Стычновское сельское поселение.

## Население
| 2010 |
| ---- |
| 14   |

## Улицы
В посёлке имеется одна улица: Колодезная.